# Heteropogon divisus
Heteropogon divisus là một loài ruồi trong họ Asilidae. Heteropogon divisus được Coquillett miêu tả năm 1902. Loài này phân bố ở vùng Tân Bắc giới.